# 第119回天皇賞
第119回天皇賞（だい119かいてんのうしょう）は、1999年5月2日に京都競馬場で施行された競馬競走である。1番人気に推されたスペシャルウィークが勝利した。

## レース施行時の状況
1998年に東京優駿を勝利したスペシャルウィークは、菊花賞・ジャパンCで1番人気に推されながらも、2着・3着と期待に応えられぬまま1年を終えたが、翌年のAJCC・阪神大賞典で快勝を続けると春の古馬戦線のビッグタイトルである天皇賞（春）に向かった。なお阪神大賞典では前年の天皇賞（春）を制したメジロブライトを3/4馬身で抑えている。
また前年の二冠馬であるセイウンスカイや連覇を狙うメジロブライト、1997年クラシック世代を盛り上げたマチカネフクキタル・シルクジャスティスらの参戦も見られた。しかし前年及び前哨戦での成績から、スペシャルウィーク・セイウンスカイ・メジロブライトの3頭がオッズを占める状態であった（セイウンスカイは日経賞を、メジロブライトは日経新春杯を勝利）。

### 前哨戦の結果

#### 第47回阪神大賞典
| 着順 | 競走馬名           | 性齢 | 騎手     | タイム | 着差    |
| ---- | ------------------ | ---- | -------- | ------ | ------- |
| 1    | スペシャルウィーク | 牡5  | 武豊     | 3.13.4 |         |
| 2    | メジロブライト     | 牡6  | 河内洋   | 3.13.5 | 3/4馬身 |
| 3    | スエヒロコマンダー | 牡5  | 四位洋文 | 3.14.7 | 7馬身   |

#### 第47回日経賞
| 着順 | 競走馬名       | 性齢 | 騎手     | タイム | 着差  |
| ---- | -------------- | ---- | -------- | ------ | ----- |
| 1    | セイウンスカイ | 牡5  | 横山典弘 | 2.35.3 |       |
| 2    | セイウンエリア | 牡5  | 岡部幸雄 | 2.36.2 | 5馬身 |
| 3    | ステイゴールド | 牡6  | 熊沢重文 | 2.36.3 | クビ  |

#### 第46回日経新春杯
| 着順 | 競走馬名       | 性齢 | 騎手     | タイム | 着差      |
| ---- | -------------- | ---- | -------- | ------ | --------- |
| 1    | メジロブライト | 牡6  | 河内洋   | 2.31.4 |           |
| 2    | エモシオン     | 牡5  | 四位洋文 | 2.31.4 | 3/4馬身   |
| 3    | メジロシャープ | 牡5  | 池田鉄平 | 2.31.6 | 1.1/4馬身 |

#### 第43回大阪杯
| 着順 | 競走馬名           | 性齢 | 騎手     | タイム | 着差   |
| ---- | ------------------ | ---- | -------- | ------ | ------ |
| 1    | サイレントハンター | 牡7  | 吉田豊   | 1.59.9 |        |
| 2    | マチカネフクキタル | 牡6  | 佐藤哲三 | 2.00.0 | クビ   |
| 3    | ミッドナイトベット | 牡6  | 熊沢重文 | 2.00.0 | アタマ |

## 出走馬と枠順
天候晴 / 芝 : 良馬場
| 枠番 | 馬番 | 競走馬名           | 性齢 | 騎手     | オッズ        | 調教師     |
| ---- | ---- | ------------------ | ---- | -------- | ------------- | ---------- |
| 1    | 1    | マチカネフクキタル | 牡6  | 佐藤哲三 | 13.8（4人）   | 二分久男   |
| 2    | 2    | ステイゴールド     | 牡6  | 熊沢重文 | 27.8（6人）   | 池江泰郎   |
| 3    | 3    | スペシャルウィーク | 牡5  | 武豊     | 2.3（1人）    | 白井寿昭   |
| 4    | 4    | アポテオーズ       | 牡5  | 四位洋文 | 182.0（11人） | 伊藤雄二   |
| 5    | 5    | タマモイナズマ     | 牡6  | 小原義之 | 62.1（8人）   | 小原伊佐美 |
| 5    | 6    | サンデーセイラ     | 牡5  | 菅谷正巳 | 230.7（12人） | 菅谷禎高   |
| 6    | 7    | メジロランバート   | 牡5  | 吉田豊   | 31.8（7人）   | 谷原義明   |
| 6    | 8    | セイウンスカイ     | 牡5  | 横山典弘 | 2.8（2人）    | 保田一隆   |
| 7    | 9    | ローゼンカバリー   | 牡7  | 菊沢隆徳 | 77.4（9人）   | 鈴木康弘   |
| 7    | 10   | メジロブライト     | 牡6  | 河内洋   | 4.1（3人）    | 浅見秀一   |
| 8    | 11   | シルクジャスティス | 牡6  | 藤田伸二 | 22.6（5人）   | 大久保正陽 |
| 8    | 12   | ユーセイトップラン | 牡7  | 幸英明   | 117.2（10人） | 音無秀孝   |

## レース展開
- レース映像及びJRA-VAN記事参照。

これまでのレースで逃げ・先行を取っていたセイウンスカイがやや後手、中団から差しに行くスペシャルウィークがスタートから先頭に立つこれまでとは異なる展開で始まった。スペシャルウィークは後方を伺いながら進み、1周目の3コーナーでタマモイナズマ・サンデーセイラに先頭を譲り先行の策に移る。これに合わせセイウンスカイが横につき、併走する。一方メジロブライトはやや中団に上がり、2頭をマークする形となった。4コーナーを過ぎ、1周目の直線へ移る中セイウンスカイが横山騎手の促しで一気にスペシャルウィークを抜くと逃げるサンデーセイラらから鼻を奪う。スペシャルウィークは4番手、メジロブライトがその後ろ4馬身辺りに付くと先方の疲れを見るべくマークする。
2周目2コーナーへ移ると、横山がセイウンスカイのペースに持ち込み一息つくべくペースを落した瞬間、武騎手が菊花賞での敗因を思い出しセイウンスカイの2馬身後方まで迫った。徹底マークを恐れた横山はペースを上げていった。武はこれに対しセイウンスカイと共に先行していたサンデーセイラが掛かっていることに気づき、サンデーセイラに並びかけ煽ることによりセイウンスカイとの併走へ送ることに成功し、セイウンスカイのペースを崩した。
坂を上り直線に入ると追い詰められたセイウンスカイ、マークするスペシャルウィーク、2頭をマークしていたメジロブライトが一気に進み出てたたき合いとなる。セイウンスカイはペースを崩されたことにより残り200mでスペシャルウィークに抜かれた。そして150mのところでスペシャルウィークを一気に抜くべく河内騎手がスパートをかけ4馬身差から詰めかけるも、スペシャルウィークのスパート・メジロブライトの鈍りが出て1/2馬身届かず、スペシャルウィークが先頭でゴールした。
スペシャルウィークに抜かれ2馬身1/2差つけられたセイウンスカイであったが、シルクジャスティスの追込みをハナ差で封じ3着であった。

## レース結果
| 着順 | 枠番 | 馬番 | 競走馬名           | タイム | 着差      |
| ---- | ---- | ---- | ------------------ | ------ | --------- |
| 1    | 3    | 3    | スペシャルウィーク | 3:15.3 |           |
| 2    | 7    | 10   | メジロブライト     | 3:15.4 | 1/2馬身   |
| 3    | 6    | 8    | セイウンスカイ     | 3:15.8 | 2.1/2馬身 |
| 4    | 8    | 11   | シルクジャスティス | 3:15.8 | ハナ      |
| 5    | 2    | 2    | ステイゴールド     | 3:16.2 | 2.1/2馬身 |
| 6    | 7    | 9    | ローゼンカバリー   | 3:16.6 | 2.1/2馬身 |
| 7    | 1    | 1    | マチカネフクキタル | 3:16.8 | 1馬身     |
| 8    | 6    | 7    | メジロランバート   | 3:17.0 | 1馬身     |
| 9    | 4    | 4    | アポテオーズ       | 3:17.2 | 1.1/4馬身 |
| 10   | 5    | 6    | サンデーセイラ     | 3:17.9 | 4馬身     |
| 11   | 8    | 12   | ユーセイトップラン | 3:18.1 | 1.1/4馬身 |
| 12   | 5    | 5    | タマモイナズマ     | 3:18.1 | ハナ      |

### 払戻金
| 単勝式 | 3    | 230円 |
| 複勝式 | 3    | 100円 |
| 複勝式 | 10   | 110円 |
| 複勝式 | 8    | 110円 |
| 枠連   | 3-7  | 410円 |
| 馬連   | 3-10 | 430円 |

## 関係者のコメント
- 「菊花賞はボクのミスだった。同じ失敗はしたくないから。」武豊
- 「なんでだろうなぁ。あの差は詰まらない。どこまで行っても詰まらない。」河内洋
- 「完全にやられた。ユタカに上手く乗られた。」横山典弘
- 「あのまま京都駅まで走っても差はつまらなかったでしょう」大川慶次郎
- 「ゴールデンウィークの真っ只中、5月2日はまさにスペシャルウィーク。」[注 1]杉本清

## 参考資料
- 1999年 天皇賞（春）（GI）スペシャルウィーク |JRA公式 - YouTube
- JRA-VAN 名馬メモリアル｜スペシャルウィーク